# Highgate (Vermont)
Highgate – miasto w Stanach Zjednoczonych, w stanie Vermont, w hrabstwie Franklin.